# Tändvätska
Tändvätska kallas en familj produkter som är avsedda för att underlätta antändning av grillkol och grillbriketter. I princip kan både alkoholbaserade och petroleumbaserade vätskor användas, men alkoholbaserade (vanligen metanol eller etanol) är avsevärt mer riskabla då risken är större att de börjar brinna okontrollerat, medan de petroleumbaserade inte kan brinna utan att antingen värmas till höga temperaturer eller med hjälp av någon form av veke eller annat poröst material. Nästan alla produkter som saluförs kommersiellt som tändvätska är därför petroleumbaserade.